# Darren O'Dea
Darren O'Dea, född den 4 februari 1987 i Dublin, är en irländsk professionell fotbollsspelare som spelar som försvarare för Mumbai City.
O'Dea spelade tidigare för skotska Celtic innan han lånades ut till Reading, Ipswich Town och Leeds United, han har även spelat för Toronto FC. Mellan sommaren 2013 och 2014 spelade han för FK Metalurh Donetsk.
O'Dea spelar för Irlands landslag och har även representerat landet på ungdomsnivå.